# 1 vs 100
 1 vs 100   es un concurso creado por Endemol que se emite en varios países. El juego enfrenta a una persona en contra de otros 100 para tener la oportunidad de ganar un premio en efectivo. El primer juego salió al aire en los Países Bajos como Een tegen 100, patrocinado por la Nationale Postcode Loterij (Código Postal Nacional de Lotería).

## General de formato
En todas las versiones de 1 contra 100, un jugador es seleccionado para jugar el juego como El Uno contra cien de otras personas, conocidas como la mafia (o como aquello en lo que se traduzca "Mob” en el idioma local). Dependiendo del formato del juego, el jugador puede ser seleccionado al azar de la mafia, o se selecciona de forma independiente. Para ganar el partido, uno debe eliminar todos los 100 miembros de la mafia por responder a las preguntas correctamente.
Después de tener la oportunidad de seleccionar un nivel de dificultad o de una categoría en algunas versiones, una pregunta de opción múltiple con tres opciones se revela (en algunas versiones, como los EE. UU. y Australia, el jugador tiene sólo la cuestión, sin posibilidad se seleccione una dificultad y una categoría). La mafia se le da un corto período de tiempo (15 segundos en el programa de EE. UU., 10 segundos en la versión brasileña, 6 segundos para otras versiones, como por ejemplo Australia) para fijar su respuesta antes de la una se le da la oportunidad de responder a la pregunta. Si el uno es correcto, todos los miembros de mafia que respondieron a la pregunta de forma incorrecta son eliminados del juego aún más, con lo que el concursante solo cerca de ganar el juego. La cantidad de dinero en el banco de los concursantes también se incrementa en una cantidad que depende del número de miembros de la mafia eliminado en esta pregunta. Si el concursante elimina todos los 100 miembros de la mafia, él o ella dice todo el dinero en el banco o un premio fijo.
Sin embargo, si el uno no es correcta, el juego termina y él o ella se va con nada. En algunas versiones, los restantes miembros de la mafia que contestó correctamente la pregunta dividir las ganancias del concursante perdedor.
El Uno puede elegir entre un número limitado de "ayuda", “escapa” o “esquiva”, según la versión, se escapa o evade el jugador exento de tener que responder a la pregunta, sino que forma parte del banco deben ser confiscados (excepto en Francia, ver más abajo). Por otra parte, un jugador puede obtener más información sobre respuestas a la multitud mediante el uso de una de las “ayudas”. En algunas versiones del juego, el concursante se le da la oportunidad de tomar la cantidad en el banco y dejar el juego en el medio preguntas.
Algunas versiones incluso tienen "comodines", los miembros de la mafia que merecen una cierta cantidad en vez de la cantidad estándar para la pregunta en caso de que se elimina después de una pregunta se conteste correctamente. Normalmente, hay tres versiones de que los tienen.

### Ayuda
A diferencia de las versiones europeas (y la de Hong Kong) de la serie, en la versión americana de la serie no hay "fugas" o “dobladores”. En su lugar, cada jugador recibe la oportunidad de recibir ayuda de la mafia, conocida como “ayuda”. Originalmente había dos ayudas, que sólo se podían utilizar en orden. Comenzando con el sexto episodio, se añadió una tercera opción: a los tres se les dio ayuda a los nombres, y los jugadores pueden elegir cualquiera de los tres en cualquier momento del juego.
- Durante la "Encuesta de la mafia” (originalmente la primera ayuda), el jugador selecciona una de las tres respuestas acerca de que para obtener más información - aunque esto no es necesariamente responder a la concursante. El número de “chusma”, los jugadores que eligieron esa respuesta, se revela, y el concursante elige a uno de los miembros de la mafia revela para discutir su respuesta.

- Para la "Pregunta de la mafia” (originalmente la ayuda segundos) dos miembros de la mafia son seleccionados al azar: uno que contestó correctamente y uno que dio una respuesta incorrecta. Cada uno explica su decisión a la concursante. Esto también elimina la tercera opción de la consideración. Si todo el mundo de la mafia o se la pregunta correcta o incorrecta, la elección no se muestra, y los dos miembros de la mafia no son seleccionados (que ocurrió una vez en Brasil, cuando el uno se enfrentan exactamente dos concursantes que quedan en la mafia).

- Para "La confianza de la mafia” (añadido en el episodio 6) la respuesta más popular a la multitud dio se revela. El concursante se compromete entonces a esta respuesta.

El programa estadounidense también ha incorporado el "Sneak Peek”, que permite a un jugador para ver su siguiente pregunta (pero no las tres respuestas) antes de decidir si quiere o no contestar la siguiente pregunta. En 2007, se utiliza cuando un jugador eliminado 90 o más miembros de la mafia. Después de sólo dos personas lograron hacerlo, con el tiempo llegó a estar disponible una vez que un jugador ha realizado toda su ayuda en la segunda temporada.

## Los cambios en la versión americana y adaptaciones en otros países
La temporada 2008 trajo un cambio apreciable en el conjunto de 1 vs 100: la pared de los miembros de la mafia cuenta ahora con una pantalla en el centro de la misma en la que se muestra la pregunta, mientras que la antigua junta digital que se utiliza para las preguntas ahora simplemente muestra la serie logo.
La versión 2010 trajo muchos cambios notables, el más grande de todo ser una turba de juego a través de 100 cámaras web individuales que se muestran en una pantalla grande. El programa fue presentado por Carrie Ann Inaba en lugar de Bob Saget. El espectáculo también está al aire en GSN, y ofrece un premio mayor de $ 50,000 para derrotar a la mafia, en comparación con el premio de $ 1,000,000 en el NBC de la versión.
Para el 2011, también hubo una adaptación, que se trasmitió en RCN con el presentador Carlos Calero, con cambio en el juego en tanto el participante como la multitud deberán responder las mismas preguntas de opción múltiple sobre cultura general. Se elegían 2 de la multitud descalificando al resto temporalmente del programa  con la desactivación de la luz en su silla en cada ronda. Si alguno de los dos responde incorrectamente, deberán abandonar el programa de inmediato. Pero si el participante en el escenario vencía a todos los miembros de la multitud, este se ganaba 500 millones de pesos.

## Ganadores internacionales
- Datos: Q160896